# White Flag
White Flag è il singolo che anticipa l'uscita del secondo album della cantante britannica Dido Life for Rent del 2003.

## Il brano
Il singolo ottiene un incredibile successo in tutto il mondo, raggiungendo le vette delle classifiche dei singoli più venduti in diversi paesi, compresa l'Italia, restando tutt'oggi il maggior successo commerciale della cantante, nonché uno dei brani più rappresentativi della sua discografia.
Il brano ottenne anche una nomination ai Grammy Awards come "miglior performance pop femminile", premio che poi andò a Beautiful di Christina Aguilera.

## Il video
Il video di "White Flag" è stato girato dal regista Joseph Kahn e figura un'apparizione dell'attore David Boreanaz.

## Tracce
CD-Single BMG
1. White Flag - 4:02
2. Paris - 3:25
3. White Flag (Johnny Toobad Mix) - 4:10

CD-Single Arista
1. White Flag - 3:58
2. Paris' - 3:23

## Classifiche
| Classifiche (2003) | Posizione massima |
| ------------------ | ----------------- |
| Australia          | 1                 |
| Austria            | 1                 |
| Belgio (Fiandre)   | 3                 |
| Belgio (Vallonia)  | 2                 |
| Croazia            | 1                 |
| Danimarca          | 2                 |
| Finlandia          | 19                |
| Francia            | 5                 |
| Germania           | 1                 |
| Grecia             | 8                 |
| Irlanda            | 2                 |
| Italia             | 1                 |
| Norvegia           | 1                 |
| Nuova Zelanda      | 12                |
| Paesi Bassi        | 5                 |
| Portogallo         | 1                 |
| Regno Unito        | 2                 |
| Repubblica Ceca    | 1                 |
| Romania            | 9                 |
| Russia             | 23                |
| Spagna             | 11                |
| Stati Uniti        | 18                |
| Svezia             | 2                 |
| Svizzera           | 2                 |
| Ungheria           | 3                 |